# Liber quadratorum
Il Liber quadratorum di Leonardo Fibonacci è un importante trattato di argomento algebrico in lingua latina.
L'opera, che fu pubblicata intorno al 1225, si apre con un'epistola di dedica a Federico II di Hohenstaufen, in cui si afferma che fu il maestro Domenico, già destinatario della Practica geometriae, a presentare il matematico all'imperatore:
(Leonardo Fibonacci, Liber quadratorum, epistola a Federico II.)
Nel Liber quadratorum Fibonacci discute la risoluzione di due quesiti: il primo, che gli fu posto dal maestro Giovanni da Palermo, consiste nel calcolare un numero quadrato tale che, aumentato o diminuito di cinque, dia come risultato un numero quadrato; il secondo, che invece gli fu posto dal maestro Teodoro di Antiochia, consiste nel rinvenire tre numeri «tali che la loro somma, aggiunta al quadrato del primo, sia un numero quadrato; che questo numero quadrato, aumentato del quadrato del secondo, sia un numero quadrato e che anche quest’ultimo, sommato al quadrato del terzo, dia un quadrato (equazioni pitagoriche)» 

## Storia editoriale
La prima edizione a stampa del Liber quadratorum è stata curata da Baldassarre Boncompagni Ludovisi, che ne pubblicò il testo prima nel 1856 e poi nel 1862 secondo la lezione del manoscritto E 75 Sup. della Veneranda Biblioteca Ambrosiana di Milano. Si tratta di un codice pergamenaceo di 217 x 140 mm, databile alla prima metà del XV secolo. Il manoscritto, scritto in caratteri goticheggianti con le iniziali miniate, tramanda il testo del Liber quadratorum alle cc. 19r-39v. Esso è appartenuto a Vincenzo Pinelli e ai suoi eredi, fino a che il Cardinale Federico Borromeo lo acquistò nel 1609.
Del Liber quadratorum ci sono pervenuti due importanti rifacimenti in lingua volgare. Il primo è tramandato all'interno del ms. L.IV.21 della Biblioteca degli Intronati di Siena, che probabilmente fu allestito dal maestro Benedetto da Firenze nel 1463; il secondo rifacimento è tramandato all'interno del ms. Pal. Lat. 577 della Biblioteca Nazionale Centrale di Firenze, compilato da un autore anonimo nel XV secolo.
Dell'opera è stata realizzata una traduzione in lingua francese a cura di Paul Ver Eecke , nonché una traduzione in lingua inglese a cura di Laurence Sigler.